# Council on Foreign Relations
De Council on Foreign Relations (CFR) is een Amerikaanse denktank opgericht in 1921 en gehuisvest in New York.
De organisatie heeft als doel het schrijven en verspreiden van ideeën aan leden, beleidsmakers, journalisten, studenten en andere gegadigden, over thema's die het buitenlands beleid van de Verenigde Staten en andere landen in de wereld aangaan. Ze doen dat onder andere door middel van het houden van conferenties, het ondernemen van onderzoek en door het publiceren van het blad Foreign Affairs.
De huidige president van de CFR is Richard N. Haass en Peter G. Peterson is voorzitter van de raad van bestuur.
De CFR wordt veelvuldig genoemd in diverse samenzweringstheorieën rond de vermeende Nieuwe Wereldorde (NWO), onder meer door David Icke, Alex Jones en Rick Wiles.

## Bekende oud-leden
- Condoleezza Rice[1], oud-minister buitenlandse zaken
- Dick Cheney[1], voormalig vicepresident
- Graham Allison[1]
- Zbigniew Brzeziński[1]
- George H.W. Bush[1]
- Dick Cheney[1]
- Warren Christopher[1]
- Dianne Feinstein[1]
- Alan Greenspan[1]
- Chuck Hagel[1]
- Najeeb Halaby[1]
- Richard Holbrooke[1]
- Jeane Kirkpatrick[1]
- John McCain[1]
- George Mitchell[1]
- Jay Rockefeller[1]
- Elihu Root[1]
- George P. Shultz[1]
- George Soros[1]
- Fred Thompson[1]
- Cyrus Vance[1]
- Paul Volcker[1]
- Robert Zoellick[1]